# Oakeshott-typologi
Oakeshott-typologien blev skabt af historikeren og illustratoren Ewart Oakeshott for at definere og katalogisere middelalderlige sværd efter deres form. Den bruges til at kategorisere sværd fra den europæiske middelalder (fra omkring år 1000 til 1500-tallet) i 13 typer, X til XXIII. Oakeshott introducerede den i sin afhandling The Archaeology of Weapons: Arms and Armour from Prehistory to the Age of Chivalry i 1960.
Systemet er en fortsætteles af Jan Petersens typologi af vikingesværd, der i De Norske Vikingsverd (1919), modificeret i 1927 af R. E. M. Wheeler i en typologi, der består af ni typer (I til VII navngivet af Wheeler og udvidet til VIII og IX af Oakeshott).
Oakeshott fandt den hidtidige klassificering upålidelig til den forskning, han havde udført. Han mente, at handel, krig og andre udvekslinger gjorde det vanskeligt entydigt at bestemme et sværds fremstillingsdato, anvendelse, og hvor længe det havde været brugt.